# Takashi Matsuoka
Takashi Matsuoka (10 de enero de 1947) es un escritor de primera generación japonés-estadounidense. Matsuoka reside en Honolulu, Hawái (EE. UU.) y trabajó en un templo budista antes de dedicarse exclusivamente a la narrativa.
Sus libros sobre misioneros estadounidenses en Japón son frecuentemente comparados con la novela Shogun y otras obras del novelista histórico James Clavell. Matsuoka también trabajó en el guion de la película Pale Blood.

## Obra
- 2002, Cloud of Sparrows

Edición española: El honor del samurai (Ediciones B)
Traducción: Fernando Mateo
N.º de páginas (cartoné): 528
N.º de páginas (bolsillo): 576
Se trata de una novela que se ubica hacia la década de 1860 en Japón y narra de manera atractiva la historia de un romance al mismo tiempo que expone algunos elementos de la cultura japonesa como el sentido del honor y las jerarquías,los sumarais, el mundo de las mujeres, los conflictos entre los señores sujetos al shogunato de Edo y la concepción de la familia y el clan.   
- 2004, Autumn Bridge

Edición española: El puente de otoño (Ediciones B)
Traducción: Fernando Mateo
N.º de páginas (cartoné): 496
N.º de páginas (bolsillo): 544
- Datos: Q2657294